# (35626) 1998 KD9
1998 KD9 (asteroide 35626) é um asteroide da cintura principal. Possui uma excentricidade de 0.15096320 e uma inclinação de 12.24284º.
Este asteroide foi descoberto no dia 27 de maio de 1998 por LONEOS em Anderson Mesa.